# FM O Dia
FM O Dia é uma rede de rádios brasileira com sede no município do Rio de Janeiro, capital do estado homônimo. Opera nos 100,5 MHz em FM.
A emissora tem como sua grade de músicas sucessos populares do samba, pagode, pop, pop internacional, axé, sertanejo universitário, hip hop, rap, reggae, trap e funk carioca.

## História
A rádio foi criada em 1 de maio de 1994, inaugurando a FM O Dia na frequência 90,3 MHz. Sua sede inicial se localizava na Rua Barão de Itaipú, no bairro do Andaraí, Zona Norte da cidade do Rio de Janeiro. A emissora tinha como repertório músicas no estilo adulto contemporâneo. A frequência 90,3 é a atual BandNews FM Rio de Janeiro.
Em 1992 o Grupo O Dia havia adquirido a frequência da RPC FM que era a 100,5 MHz. Mas só em 8 de dezembro de 1997, a FM O Dia passou a ser transmitida nesta frequência, começando a ter um perfil mais popular.
De 8 de dezembro de 1997 até 15 de março de 2011, a sede da rádio FM O Dia se localizava no prédio do jornal O Dia, na Rua do Riachuelo, no centro da cidade do Rio de Janeiro.
Em 8 de abril de 2011 a emissora transfere sua sede para a Barra da Tijuca, onde os estúdios ficaram mais próximos dos bairros da Zona Oeste carioca, onde está a maior parte dos ouvintes da emissora. A emissora foi líder de audiência geral entre as FMs no Rio de Janeiro e Grande Rio por 10 anos segundo o IBOPE.
No dia 25 de setembro de 2017, a emissora, em parceria com a Rede Calderaro de Comunicação, estreia a sua primeira afiliada em Manaus nos 93,1 MHz, assim começa uma nova fase com o início da Rede FM O Dia. Além de Manaus, a FM O Dia também tem outras três afiliadas no Amazonas, nas cidades de Maués, Presidente Figueiredo e São Gabriel da Cachoeira, todas controladas pela Rede Calderaro de Comunicação.
No dia 27 de setembro de 2018, a FM O Dia expande sua rede com mais três afiliadas, todas no estado do Pará, na capital Belém, em Itaituba e em Marabá. Em 1º de outubro, também no Pará, a FM O Dia estreia sua quarta afiliada no estado, em Castanhal. Essas três afiliações duraram até 2021.
Em fevereiro de 2022, a FM O Dia passa a ser a emissora líder em audiência no estado do Rio de Janeiro, ultrapassando a Rádio Melodia.
Em novembro de 2024, a emissora estreou sua nova afiliada em Vitória nos 90,5 MHz, substituindo a Jovem Pan News.